# Idioma tasawaq
El tasawaq o tassawaq es un dialecto del songhay hablado por una población llamada Ingalkoyyu o Tasawaq en las regiones de Abala, Abalac, In Gall y Air en Níger.
Esta lengua posee unos 8.000 hablantes y, como otras lenguas songhai, está influida por las tuareg.

## Ejemplo
El siguiente texto que se muestra como ejemplo corresponde al Artículo Primero de la Declaración de los Derechos del Hombre:

SENNI ZIIGO
Ka simma nna buricinitoro ka n boro ŋwono iyaali bei nna daama duuri ka boro fo su hini ka hoŋu n so ya bara boŋo duuri nna laakari kaniyom ãduniya kuna, ka simma nna ka boro daama duuri bara hoi fo ka sariya hima a ma coruma ka boro morani nna tilaasi guruje nna moiyom borokoto nna kwono boro futu.